# Агапэ
Ага́пэ, ага́пе, иногда также ага́пи (др.-греч. ἀγάπη) — одно из четырёх древнегреческих слов (другие: эрос, фили́я, сторге́), переводимых на русский язык как «любовь». В современном понимании — одна из разновидностей любви.
Древние греки так называли мягкую, жертвенную, снисходящую к ближнему любовь. В позднейшем христианском представлении любовь-агапэ (лат. caritas, dilectio) мыслится как обусловленная и опосредованная любовью к Богу: она возникает не в результате влечения к конкретному возлюбленному, вызванного его внешними и внутренними достоинствами, а как проявление любви к ближнему, присущей данному человеку в целом.
Чарльз Сандерс Пирс в своей философской системе утверждал, что «агапэ» представляет собой творящую энергию эволюции природы.
В современной социальной психологии популярна концепция Джона Алана Ли, выделяющего шесть стилей, или «цветов», любви: в этой концепции агапэ, бескорыстная любовь-самоотдача, понимается как синтез трёх базовых видов любви — эрос, филия и сторге.
Согласно представителю экзистенциальной психологии и психотерапии Р. Мэю, агапе представляет собой форму бескорыстной любви, связанную с беспокойством по поводу благополучия других людей. Её нельзя понимать как имеющую отношение к эксплуататорским наклонностям, скорее следует говорить о том, что она находит своё выражение в непрекращающейся отзывчивости и постоянном беспокойстве по поводу других людей.